# Lago Koyashskoye

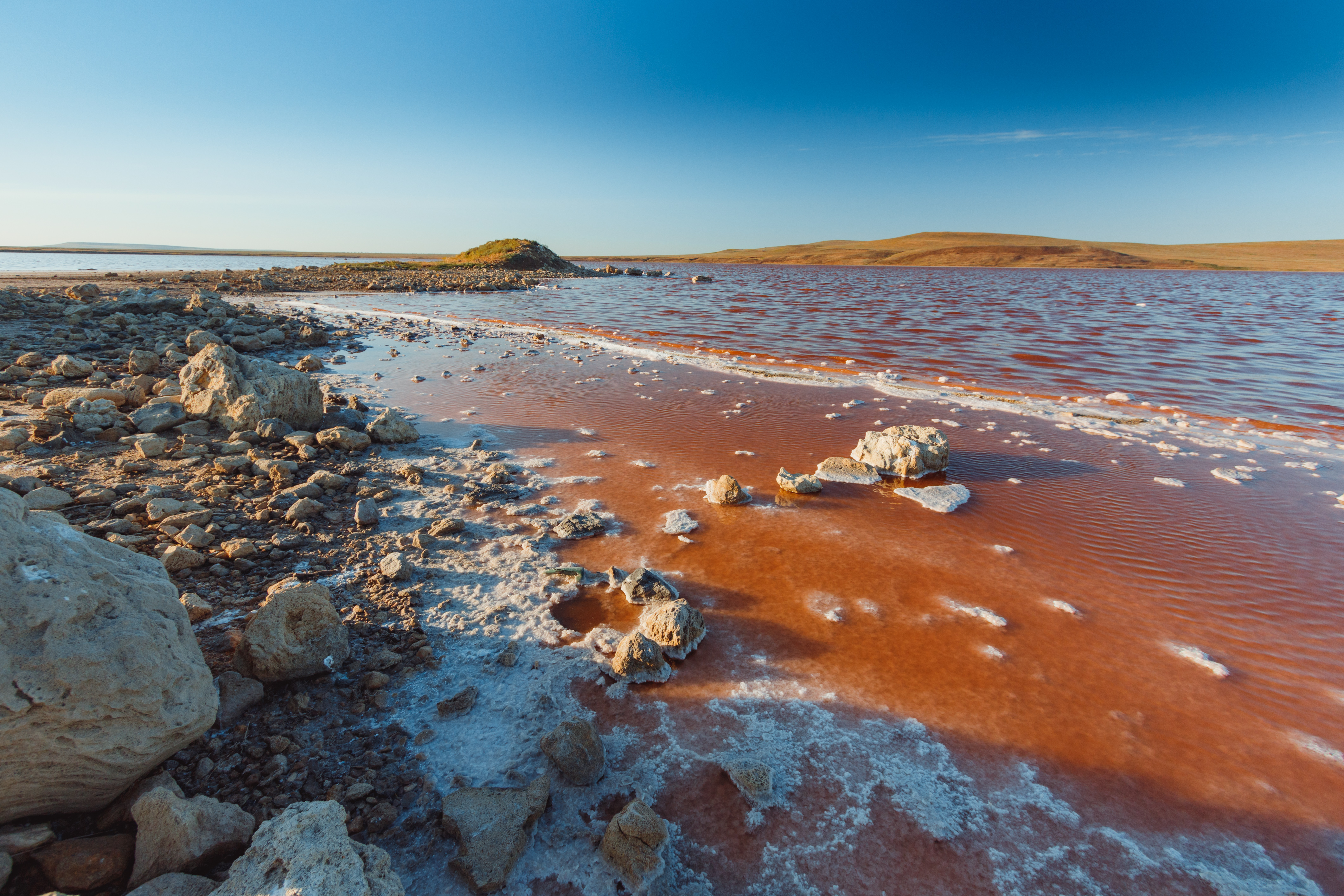
Lago Koyashskoye

Koyashskoye o Koyashs'ke es un lago salado en la costa de la península de Kerch en Crimea, separado del mar Negro por una banda de tierra. Mide 4 kilómetros de largo, 2 kilómetros de anchura y tiene una profundidad acerca de un metro. Ese lago tiene la característica de tener una coloración de rosa a escarlata, según la luz, a causa de la presencia de algas que viven en esas aguas. Cuando el agua se vaporiza, la sal del lago se cristaliza sobre las rocas y los bordes, produciendo rocas cristalizadas y una esencia de viola.
El lugar está considerado sanativo y está apreciado por la gente de la región. No es muy conocido por los turistas.

## Fuente
- Esta obra contiene una traducción  derivada de «Lac Koyashskoye» de Wikipedia en francés, concretamente de esta versión, publicada por sus editores bajo la Licencia de documentación libre de GNU y la Licencia Creative Commons Atribución-CompartirIgual 4.0 Internacional.